# Stegania bermeja
Stegania bermeja là một loài bướm đêm trong họ Geometridae.